# Poul Hundevad
Poul Buch Hundevad (11. marts 1917 - 4. juli 2011) var en dansk møbelarkitekt.
Hundevad var uddannet snedker og havde i en årrække eget snedkerværksted og møbelfabrik i Vamdrup. Han var mest kendt for Guldhøjstolen – en foldestol baseret på et fund af en stol fra den ældre bronzealder. Hundevad opmålte stolen, forenklede stilen og satte den i produktion i 1960'erne i fire træsorter med sæde i lys og sort læder. Den blev en succes, og mange blev eksporteret til udlandet. Der er produceret mere end 15.000 eksemplarer og den fremstilles stadig.
Han har også fremstillet mange andre møbler i træ, fx i 1950'erne et firkantet spisebord (sammen med Kai Winding), et rundt spisebord med stole (1958, stole model 30), kommoder og en lænestol i teaktræ, et bakkebord (ca. 1962) og reolsystemer. Hundevads møbler blev solgt gennem salgssamarbejdet Domus Danica.